# Myllenyxis oceanica
Myllenyxis oceanica är en stekelart som först beskrevs av Alexander Mocsáry 1905.
Myllenyxis oceanica ingår i släktet Myllenyxis och familjen brokparasitsteklar. Inga underarter finns listade i Catalogue of Life.